# Milano trema ancora: la giustizia ha le ore contate
Milano trema ancora: la giustizia ha le ore contate è un film italiano del 2015 diretto da Franz Rotundo.

## Trama
Leonardo Piazza è un ispettore gentile ma burbero. Si trova impegnato nel far luce sull'omicidio di Luigi Marinetti, un informatore della polizia che Piazza già conosceva da tempo. Gli ambienti del gioco d'azzardo sono i principali luoghi nei quali si svolgono le indagini di Piazza, che utilizza metodi poco ortodossi scoprendo ben presto che le apparenze a volte ingannano.

## Distribuzione
Il film è stato distribuito nelle sale cinematografiche italiane nel febbraio 2016.

## Accoglienza

### Critica
Il mediometraggio è stato recensito.